# Алессандро Рампіні
Алессандро Рампіні (італ. Alessandro Rampini, 6 червня 1896, Карезана — 2 жовтня 1995, Борго-д'Але) — італійський футболіст, що грав на позиціях півзахисника і нападника за клуб «Про Верчеллі», а також національну збірну Італії.

## Клубна кар'єра
У дорослому футболі дебютував 1910 року виступами за команду «Про Верчеллі», за яку грав до 1923 року з перервою, пов'язаною із перериванням футбольних змагань у період Першої світової війни. Двічі, у 1921 і 1922 роках, допомагав команді здобувати перемоги у національній першості.
Згодом у 1925 році повернувся до футболу, провівши у складі «Про Верчеллі» ще два матчі.
Помер 2 жовтня 1995 року на сотому році життя в Борго-д'Але.

## Виступи за збірну
1920 року провів свій єдиний офіційний матч у складі національної збірної Італії.
| Дата      | Місто | Господарі | Результат | Гості      | Турнір           | Голи | Примітки |
| --------- | ----- | --------- | --------- | ---------- | ---------------- | ---- | -------- |
| 13-5-1920 | Генуя | Італія    | 1 – 1     | Нідерланди | товариський матч | -    |          |
| Усього    |       | Матчів    | 1         |            | Голів            | 0    |          |

## Титули і досягнення
- Чемпіон Італії (2):

«Про Верчеллі»: 1920-1921, 1921-1922